# Haparanda
Haparanda (Haaparanta en finnois) est une ville de Suède, chef-lieu de la commune de Haparanda dans le comté de Norrbotten. 10 300 personnes y vivent.
La ville se trouve à l'extrême nord du golfe de Botnie, sur la rive droite du fleuve Torne dont le cours inférieur marque la frontière entre la Finlande et la Suède. Son territoire jouxte donc, à l'est, ladite frontière. Cependant le centre de la ville finlandaise limitrophe de Tornio n'est pas séparé de Haparanda par le cours principal du Torne, mais par une sorte de baie formée par celui-ci sur la rive droite, nommée (en finnois) Kaupunginlahti, où passe à cet endroit la frontière.

## Personnalités liées à la ville

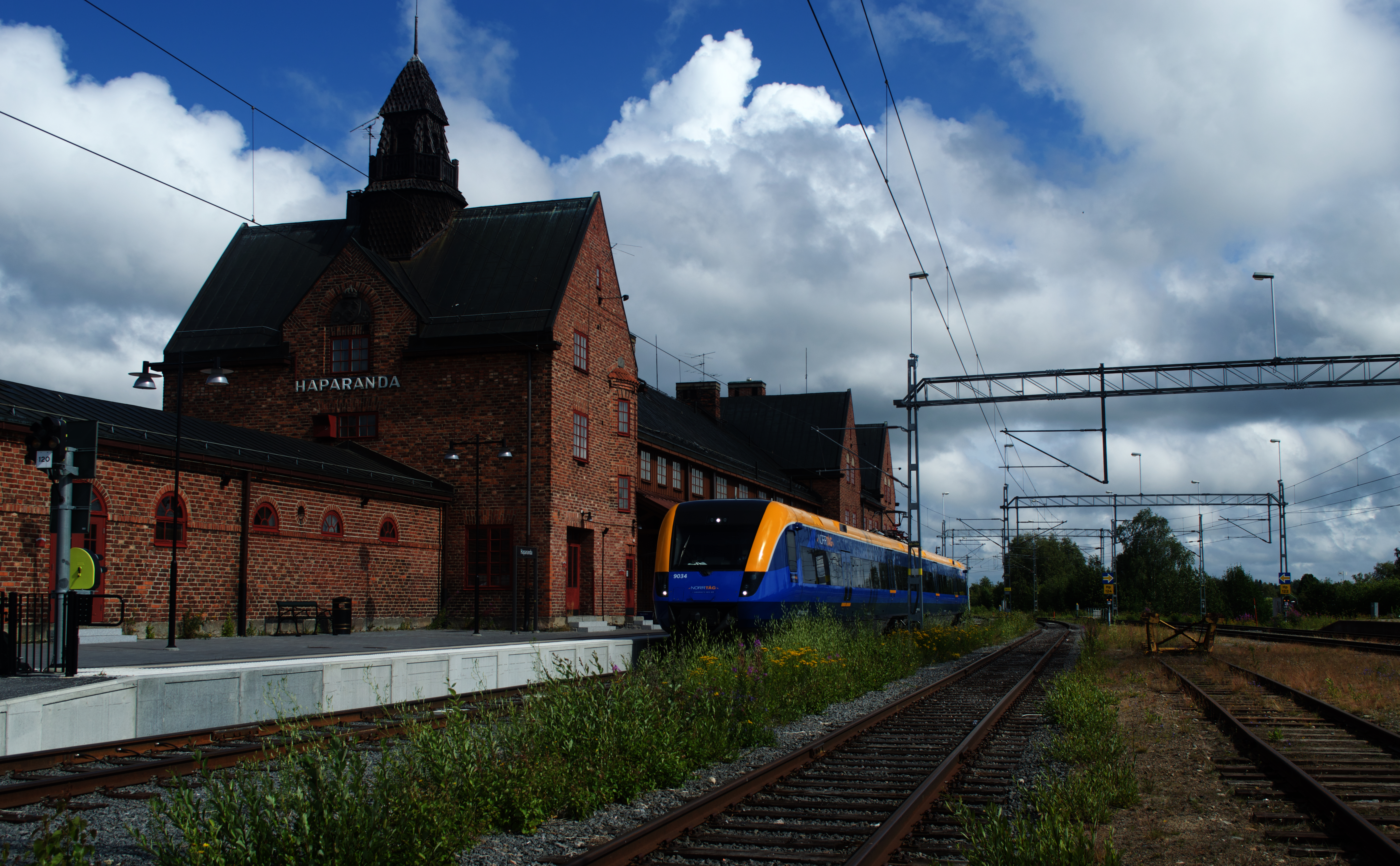
La gare de Haparanda.

Raubtier, groupe musical de metal industriel suédois, est originaire de Haparanda.